# Boundary House
Boundary House è un film muto del 1918 prodotto e diretto da Cecil M. Hepworth.

## Trama
Un avaro costringe una ragazza a sposarlo. Lei diventa una sostituta della moglie morta, di cui è la sosia.

## Produzione
Il film fu prodotto dalla Hepworth.

## Distribuzione
Distribuito dalla Moss, il film uscì nelle sale cinematografiche britanniche nel dicembre 1918.
Si pensa che sia andato distrutto nel 1924 insieme a gran parte degli altri film della Hepworth. Il produttore, in gravissime difficoltà finanziarie, pensò in questo modo di poter almeno recuperare l'argento dal nitrato delle pellicole.